# مونيكا غارسيا
مونيكا غارسيا (من مواليد 16 يناير 1974) هي طبيبة تخدير وسياسية إسبانية، والمنسق الحالي والمتحدث باسم الحزب السياسي ماس مدريد في الجمعية المادريلينية. كانت نائبة منتخبة خلال المجلس التشريعي العاشر للجمعية المادريلينية تحت الحزب السياسي الإسباني بوديموس، وهي حاليًا نائبة في المجلس التشريعي الحادي عشر كجزء من ماس مدريد. منذ عام 2015 جمعت غارسيا بين عملها السياسي ووظيفتها في مجال الرعاية الصحية، مع تخفيض ساعات العمل بنسبة 50٪.

## جائحة كوفيد
كطبيبة كانت في الخطوط الأمامية أثناء جائحة كوفيد 19 في إسبانيا، وتعمل في مستشفاها وتعالج مرضى الفيروس التاجي في وحدة العناية المركزة. وقد لعبت دور البطولة في اللحظات الرئيسية مع حكومة المنطقة في فترة ولايتها الثانية. وطالبت الحكومة المركزية بالتدخل في مدريد في أكتوبر بعد الارتفاع الجديد للقضايا، وحظيت مداخلاتها في مجلس مدريد بتغطية إعلامية كبيرة لقسوتها ضد حكومة المنطقة.